# Discursos

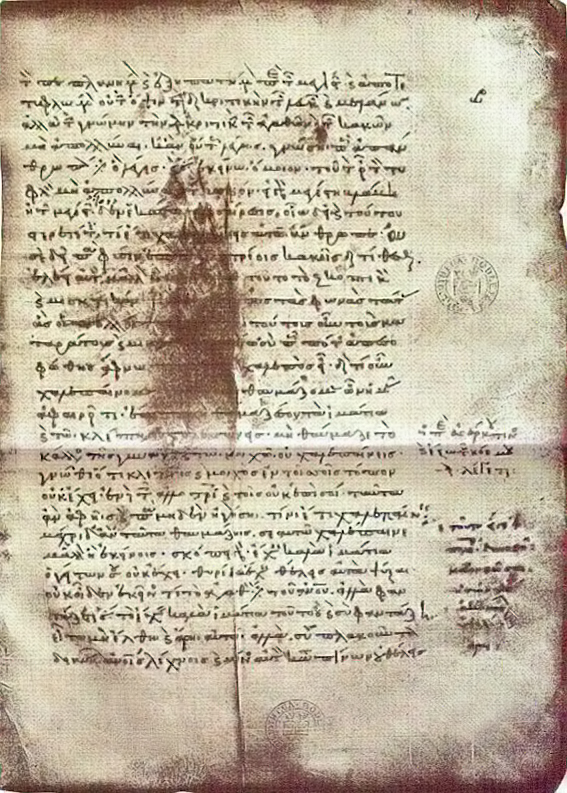
El Codex Bodleianus de los Discursos de Epicteto. Nótese la gran mancha en el manuscrito que ha hecho que este pasaje (Libro 1. 18. 8-11) sea parcialmente ilegible.

Los Discursos o Disertaciones (Διατριβαί) son las lecciones recogidas por Flavio Arriano de su maestro estoico Epicteto a comienzos del siglo II.
La obra consta de cuatro libros y una breve salutación inicial de Arriano a Lucio Gelio. Fue transcrita por Arriano a partir de las lecciones que daba su maestro fuera de las clases; luego de seleccionarlas y ordenarlas, las publicó como reconocimiento a este tras su muerte.
El tema central tratado es la ética estoica (la lógica se toca en apenas algunos capítulos y la física en ninguno) por medio de una colección de consejos prácticos para progresar hacia la felicidad comprendida como virtud.